# Igreja de São Miguel (Cluj-Napoca)

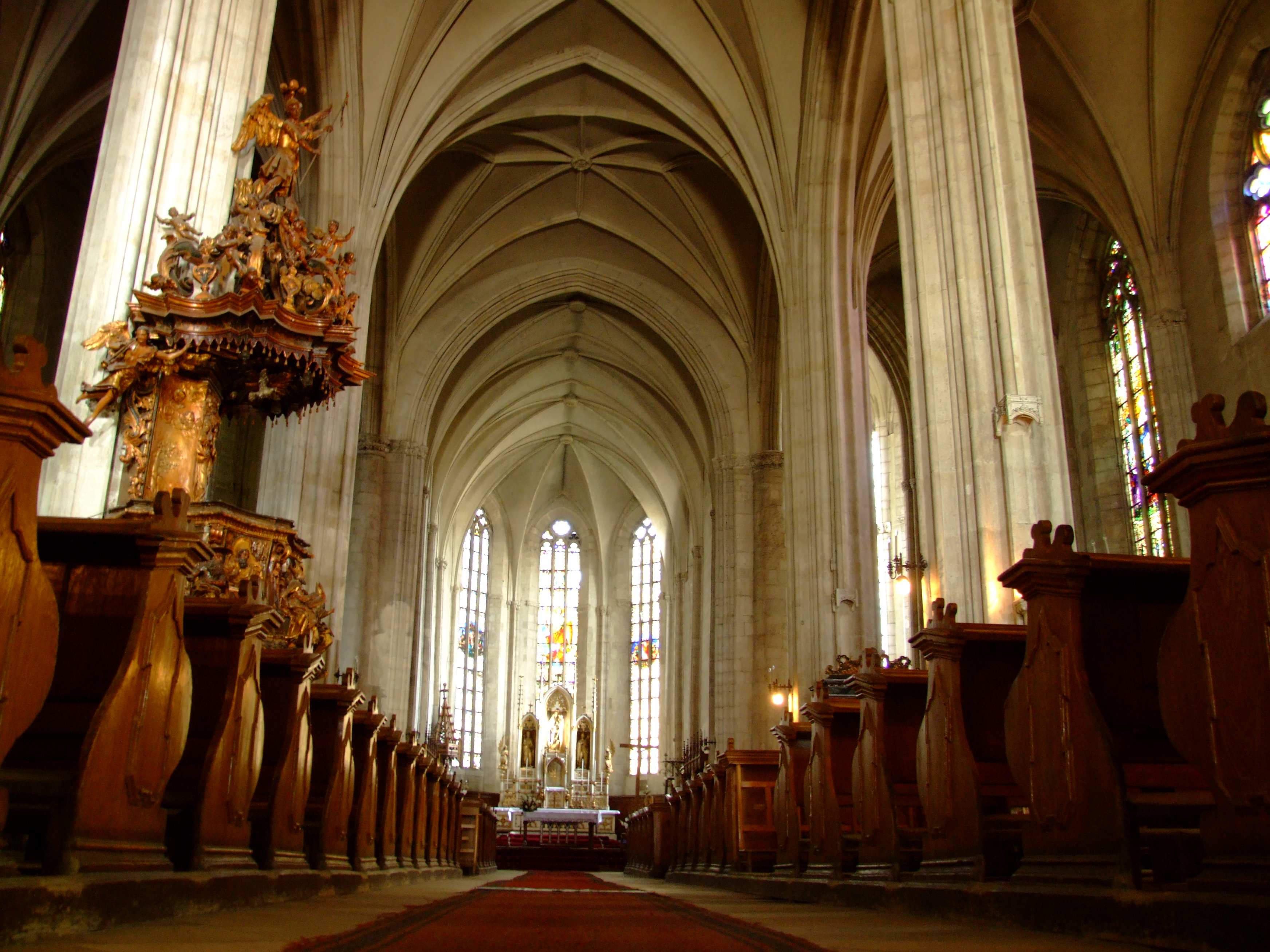
Interior da igreja

A Igreja de São Miguel é uma igreja católica de estilo gótico situada em Cluj-Napoca, na Romênia. É a segunda maior igreja da Transilvânia, depois da Igreja Negra de Brașov. Sua nave tem 50 metros de comprimento e 24 metros de largura, e sua abside tem 20 x 10 metros. Sua torre, com uma altura de 76 metros (80 contando com a cruz em seu topo) é a mais alta da Transilvânia. Seu portal ocidental é decorado com três brasões de Sigismundo, como Rei da Hungria, como Rei dos Tchecos e como Sacro Imperador Romano-Germânico.
Sua construção foi iniciada provavelmente sobre o local da antiga Capela de Santiago, e foi financiada parcialmente pelos próprios cidadãos, a partir da renda coletada com a venda de indulgências; o primeiro documento relacionado ao edifício, de 1349, assinado pelo arcebispo de Avinhão e por quinze outros bispos, concede a indulgência àqueles que contribuíram com a iluminação e a mobília da Igreja de São Miguel. Foi finalizada entre 1442 e 1447, e sua antiga torre erguida entre 1511 e 1545; a torre presente no edifício atualmente, no entanto, foi construída apenas em 1862.
A igreja foi protestante, entre 1545 e 1566, e unitária no entre 1566 e 1716, ano em que foi reconfiscada pela Igreja Católica durante a Contrarreforma.
A mais antiga de suas seções é o altar, inaugurado em 1390, enquanto sua parte mais recente é a torre do relógio, de estilo neogótico (1837-1862).